# Jiří Linhart (plavec)
Jiří Linhart (13. dubna 1924 Praha – 6. ledna 2011 Frascati) byl československý sportovní plavec, účastník olympijských her v roce 1948.
Závodnímu plavání se věnoval v pražském plaveckém klubu APK od svých 15 let. Připravoval se pod vedením Rudolfa Štorkána, jednoho z prvních českých plaveckých metodiků. Patřil k průkopníkům plaveckého stylu motýlek v Československu, který se ještě za jeho sportovní kariéry plaval v rámci prsařských závodů – tehdejší pravidla závodů na prsa definovala pouze použití prsařského kopu.
Se Štorkánen pracoval především na způsobu jak udržet potřebnou kondici pro motýlkářský záběr po celou trať 200 m prsa. V závodě se totiž rychle ujal vedení, ale po 100 m mu začaly rapidně docházet síly a v cíli byl rád za třetí místo. Od roku 1947 nemohl podle nových pravidel v jednom závodě střídat prsařský a motýlkový záběr rukou. Na začátku letní sezóny v dubnu zaplaval na závodech v Ústí nad Labem na tu dobu vynikající čas na 200 m prsa – 2:40,0, ale následně se pravděpodobně projevily důsledky nové tréninkové metody a celé léto promarodil se zánětem potních žláz v podpaží. Na mistrovství Evropy v Monte Carlu startoval jako klubový sparingpartner a jmenovec Vlastimil Linhart.
V olympijském roce 1948 plných změn jak v politickém tak v klubovém směru neměl optimální podmínky pro přípravu – jeho domovský klub APK Praha vstoupil v rámci sjednocování tělovýchovy do Sokola Žižkov Praha. V srpnu startoval na olympijských hrách v Londýně, ale na 200 m prsa nepostoupil z rozplaveb do dalších bojů. Po olympijských hrách se rozhodl podobně jako jeho reprezentační kolega Jiří Kovář do Československa nevrátit.
V padesátých letech dvacátého století žil v Londýně, kde závodil za místní klub Penguin SC. Jako diplomovaný vědec v oboru jaderné fyziky se později přesunul do Itálie, kde ve Frascati na předměstí Říma pracoval v národní laboratoři INFN – Laboratori Nazionali di Frascati.